# Ribeira do Urzal
A Ribeira do Urzal é um curso de água português, localizado na freguesia açoriana das Quatro Ribeiras, concelho da Praia da Vitória, ilha Terceira, arquipélago dos Açores.
Este curso de água que se encontra nas coordenadas geográficas de 38° 48' 0 Norte e 27° 14' 0 Oeste,  encontra-se geograficamente localizado na parte Noroeste da ilha Terceira e tem a sua origem a cerca de 600 metros de altitude, na Serra do Labaçal elevação que faz parte do complexo vulcânico do Pico Alto, a segunda formação geológica da ilha Terceira que se eleva a 809 metros de altitude acima do nível do mar e faz parte de bacia hidrográfica gerada pela própria montanha.
Este curso de água desagua no Oceano atlântico na Zona Balnear das Quatro Ribeiras.